# Spider-Man (film uit 2002)
Spider-Man is een Amerikaanse superheldenfilm uit 2002 onder regie van Sam Raimi. De film is gebaseerd op de Marvel Comics-strips over de superheld Spider-Man. De film behandelt Spider-Mans oorsprong en zijn eerste grote gevecht met superschurk Green Goblin. De hoofdrollen in de film worden vertolkt door Tobey Maguire, James Franco, Willem Dafoe en Kirsten Dunst.

## Verhaal
Peter Parker is een briljante, maar sociaal zwakke tiener. Hij is al jarenlang verliefd op zijn buurmeisje Mary Jane Watson (M.J.), maar is te verlegen om dit toe te geven. Zijn enige vriend is Harry Osborn, maar hun vriendschap wordt verstoord door het feit dat Harry’s vader Norman Osborn Peter superieur beschouwt aan Harry.
Tijdens een uitstapje naar een laboratorium wordt Peter gebeten door een genetisch gemanipuleerde spin. Doodziek komt hij die avond thuis en weet maar net zijn slaapkamer te bereiken. De volgende ochtend ontdekt Peter tot zijn verbazing dat hij zijn bril niet langer nodig heeft, en dat zijn spieren zijn toegenomen. Tijdens de lunch op zijn school ontdekt hij onder andere dat hij een soort web kan afschieten uit zijn polsen, en over extra kracht en extra snelle reflexen beschikt.
Peter traint om zijn krachten beter te beheersen, en besluit uiteindelijk mee te doen aan een worstelwedstrijd met als prijs $ 3.000 voor wie het drie minuten uithoudt in een kooigevecht met Bonesaw MacGraw. Peter weet hem gemakkelijk te verslaan, maar omdat hij de wedstrijd binnen twee minuten beëindigde, weigert de organisator hem te betalen. Wanneer de man later beroofd wordt, doet Peter uit wraak geen enkele poging de dief tegen te houden.
Later die avond komt Peter langs de plaats van een misdrijf, en ontdekt tot zijn schok dat zijn oom Ben is neergeschoten. Als hij op een politieradio hoort waar de schutter zich bevindt, zet hij de achtervolging in. Peter vangt de dader uiteindelijk in een pakhuis en komt erachter dat het dezelfde dief is die hij eerder die avond had laten lopen. De dief komt uiteindelijk om het leven wanneer hij achteruit deinst en door een raam valt.
Enkele maanden later haalt Peter zijn diploma middelbare school, en vertrekt naar het centrum van New York om verder te gaan studeren. Door de dood van zijn oom beseft hij echter dat "grote krachten grote verantwoordelijkheden met zich meebrengen". Hij besluit met zijn nieuwe krachten de superheld Spider-Man te worden en door de gehele stad de misdaad te bevechten. Peter weet er zelfs geld mee te verdienen door foto’s van zichzelf (als Spider-Man) te maken en deze te verkopen aan de krant Daily Bugle.
Ondertussen ondergaat Norman Osborn ook een verandering. Om zijn bedrijf te redden van de dreiging een belangrijk militair contract te verliezen aan een concurrent, besluit hij de nog experimentele formule voor een krachtversterker op zichzelf uit te testen. Het middel vergroot zijn kracht en intelligentie, maar drijft hem tot waanzin. Hij ontwikkelt een tweede, kwaadaardige persoonlijkheid die iedereen die Norman in de weg staat uit de weg ruimt. Gewapend met de militaire wapens die Oscorp aan het ontwikkelen was, valt Norman zijn concurrent Quest Aerospace aan. Zijn eerste openbare verschijning is tijdens het World Unity Festival, waar Norman alle leden van Oscorps raad van bestuur uit de weg ruimt omdat ze hem als directeur wilden ontslaan. Dit levert ook zijn eerste conflict met Spider-Man op. Normans gekostumeerde alter ego krijgt later van Daily Buggle-hoofdredacteur J. Jonah Jameson de naam “Green Goblin”.
Norman probeert Spider-Man over te halen aan zijn kant te vechten, maar hij weigert. Door toedoen van een wonde aan Spider-Mans arm ontdekt Norman de ware identiteit van Spider-Man en gebruikt hij deze kennis om Peters geliefden aan te vallen, te beginnen met zijn tante May Parker.
In de climax van de film ontvoert Norman Mary Jane en neemt haar mee naar de Queensboro Bridge. Hij geeft Spider-Man de keuze: Mary Jane redden, of een kabelbaancabine vol kinderen. Spider-Man weet met behulp van omstanders beide te redden, waarna hij en de Goblin het uitvechten in een verlaten gebouw op Roosevelt Island. Tijdens dit gevecht wordt de Goblin ontmaskerd. Hij probeert Spider-Man in de rug aan te vallen met zijn Glider. Spider-Man springt echter op het laatste moment opzij waardoor Norman door zijn eigen Glider wordt doorboord. Met zijn laatste woorden vraagt hij Peter om niets tegen Harry te zeggen.
Omdat Peter Harry inderdaad niets vertelt over het feit dat zijn vader de Green Goblin was, denkt Harry dat Spider-Man Norman heeft gedood en zweert wraak.
De film eindigt met Spider-Man die aan zijn webdraden door New York slingert.

## Rolverdeling
| Acteur           | Personage                               |
| ---------------- | --------------------------------------- |
| Tobey Maguire    | Peter Parker / Spider-Man               |
| Kirsten Dunst    | Mary Jane Watson                        |
| Willem Dafoe     | Norman Osborn / Green Goblin            |
| James Franco     | Harry Osborn                            |
| Cliff Robertson  | Ben Parker                              |
| Rosemary Harris  | May Parker                              |
| J.K. Simmons     | J. Jonah Jameson                        |
| Joe Manganiello  | Flash Thompson                          |
| Gerry Becker     | Maximillian Fargas                      |
| Jack Betts       | Henry Balkan                            |
| Bill Nunn        | Joseph "Robbie" Robertson               |
| Ron Perkins      | Dr. Mendel Stromm                       |
| Elizabeth Banks  | Betty Brant                             |
| Stanley Anderson | Generaal Slocum                         |
| Ted Raimi        | Hoffman                                 |
| John Paxton      | Bernard Houseman                        |
| Bruce Campbell   | Vechtkooi-omroeper                      |
| Randy Savage     | Bonesaw McGraw                          |
| Michael Papajohn | Autodief                                |
| Macy Gray        | Zichzelf                                |
| Stan Lee         | Man op World Unity Festival (onvermeld) |

## Achtergrond

### Ontwikkeling en productie
Plannen om een live-action verfilming van Spider-Man te maken dateren al van eind jaren zeventig. Er kwam schot in het project toen zelfverklaard Spidey-fan Menahem Golan de filmrechten verwierf via zijn bedrijf Cannon Films in 1985. Een van de regisseurs die in deze periode verbonden was aan het project was Stephen Herek. Vanwege financiële problemen van Cannons opvolger 21st Century Film Corporation kwamen de rechten terecht bij Carolco Pictures, dat begin jaren negentig grote commerciële successen behaalde. Carolco Pictures bracht Spider-Man-bedenker Stan Lee samen met regisseur James Cameron die net het immens succesvolle Terminator 2: Judgement Day had gemaakt voor de opkomende studio. Cameron zag de transformatie van Peter Parker als een metafoor voor de puberteit, en zijn 'scriptment' bevatte variaties van de schurken Electro en Sandman. De finale van de film zou zich afspelen boven op de Twin Towers in New York. Financiële én juridische problemen voorkwamen dat Carolco, dat in 1995 uiteindelijk failliet ging, de film kon maken. Doordat de filmrechten nu in handen van drie verschillende bedrijven waren geweest die alle failliet waren gegaan, bestond er onduidelijkheid over welke studio het project mocht voortzetten. MGM, dat 21st Century had overgenomen, claimde zodoende de filmrechten in handen te hebben. De rechter besliste dat Menahem Golans oorspronkelijke deal met Marvel al lang verlopen was, en dat de stripuitgever de rechten weer terug had. Marvel verkocht de Spider-Man-rechten vervolgens aan Columbia Pictures. Columbia en MGM waren destijds in een conflict verwikkeld over de James Bondfilms. Columbia wilde een alternatieve James Bondserie creëren, hetgeen mogelijk schade zou aanrichten aan de Eon-films die MGM uitbracht. In maart 1999 maakten de studio's een markante deal: MGM zou hun claim op het Spider-Man-materiaal (waaronder alle voorgaande scenario's, inclusief die van Cameron) opgeven en Columbia zou geen alternatieve James Bondfilm maken. Zodoende ging in 2000, na vijftien jaar gesteggel, eindelijk de eerste Spider-Man-film in productie. Onder de regisseurs die interesse toonden waren Roland Emmerich, Chris Columbus, Tim Burton (die halverwege de jaren negentig een Superman-project zag mislukken) en David Fincher, die er geen origin story van wilde maken, maar de film wilde baseren op "The Night Gwen Stacy Died", een Spider-Man-verhaallijn. Uiteindelijk werd Sam Raimi, op basis van zijn levenslange voorliefde voor het personage, ingehuurd. James Camerons scriptment behoorde wel tot het bronmateriaal dat Columbia nu bezat, maar de Titanic-regisseur werd zelf niet ingehuurd.
Scenarist David Koepp baseerde zijn versies van het scenario op James Camerons plan, maar verving in latere stadia de schurken en introduceerde de Green Goblin en Dr. Octopus. Columbia liet Koepps scenario eveneens herschrijven. Scott Rosenberg verwijderde Doc Ock, opdat de film niet te veel origin stories zou krijgen, en gerespecteerd auteur én scenarioschrijver Alvin Sargent verfijnde de dialogen. In de uiteindelijke film heeft alleen Koepp, en geen van de drie andere scenaristen, credits gekregen van de WGA voor het scenario. De film werd in de eerste helft van 2001 opgenomen in Californië.
Na de aanslagen op het World Trade Center op 11 september werd een poster van de film waarop onder andere de skyline van New York (met het World Trade Center) door Sony (eigenaar van Columbia) uit de productie genomen. Ook een extra scène die te zien was in de eerste trailer van de film, waarin Spider-Man een helikopter “vangt” met een enorm spinnenweb tussen de twee torens van het WTC, werd uit de film geknipt.
Voor de film werden verschillende Spider-Man-kostuums gemaakt, elk ter waarde van $ 100.000. Vier werden er gestolen van de set begin april 2001. Columbia Pictures bood een beloning van $ 25.000 aan voor degene die de kostuums terugbracht, maar dat was tevergeefs.
Sinds 17 juni 2022 is Spider-Man te streamen op Disney+. Ondanks dat hij niet geproduceerd is door Disney, heeft The Walt Disney Company toch de rechten van deze film gekocht.

### Wetenswaardigheden
- Voor de rol van Green Goblin waren eerst Nicolas Cage en John Malkovich geselecteerd.
- Oom Bens auto is een Oldsmobile Delta 88 uit 1983. Deze auto wordt vaak door Raimi gebruikt in zijn films.
- De kostuums die Peter tekent wanneer hij een goed kostuum probeert te bedenken, zijn getekend door Phil Jimenez. Een van de tekeningen is eigenlijk Stingray, een ander personage van Marvel Comics.
- Het pak van Spider- Man kost 80.000 euro. Voor de film werden er verschillende kostuums gemaakt, waarvan er vier op de set gestolen werden. De studio loofde zelf een beloning van 20.000 euro per kostuum uit aan hen die ze terug konden brengen. Helaas, ze zijn nooit teruggekomen.

### Uitgave en ontvangst
Spider-Man werd positief ontvangen door critici. Op Rotten Tomatoes scoort de film 89% aan goede beoordelingen. Veel critici prezen de keuzes voor de acteurs, en met name voor Toby Maguire, als een van de hoogtepunten van de film. Ook in commercieel opzicht was de film succesvol. Spider-Man was de eerste film die binnen een week meer dan 100 miljoen dollar opbracht. Op de eerste dag bracht de film $ 39.406.872 op. De totale wereldwijde opbrengst kwam uit op $ 821.708.551. Daarmee was Spider-Man de succesvolste superheldenfilm tot dan toe, en de op twee na meest succesvolle film van 2002, na The Lord of the Rings: The Two Towers en Harry Potter and the Chamber of Secrets.

## Prijzen/nominaties
- Spider-Man won verschillende prijzen, variërend van Teen Choice Awards tot de Saturn Awards.
- Sam Raimi, Tobey Maguire, Kirsten Dunst, en Danny Elfman werden allemaal genomineerd voor Saturn Awards. Uiteindelijk nam alleen Elfman een Saturn Award mee naar huis.
- De film werd tevens genomineerd voor Academy Awards in de categorieën beste visuele effecten en beste geluid.
- De film won de People's Choice Award voor Favoriete film.